# Solanum kitagawae
Solanum kitagawae là loài thực vật có hoa trong họ Cà. Loài này được Schonb.-Tem. miêu tả khoa học đầu tiên năm 1972.